# Petra Nicolaisen

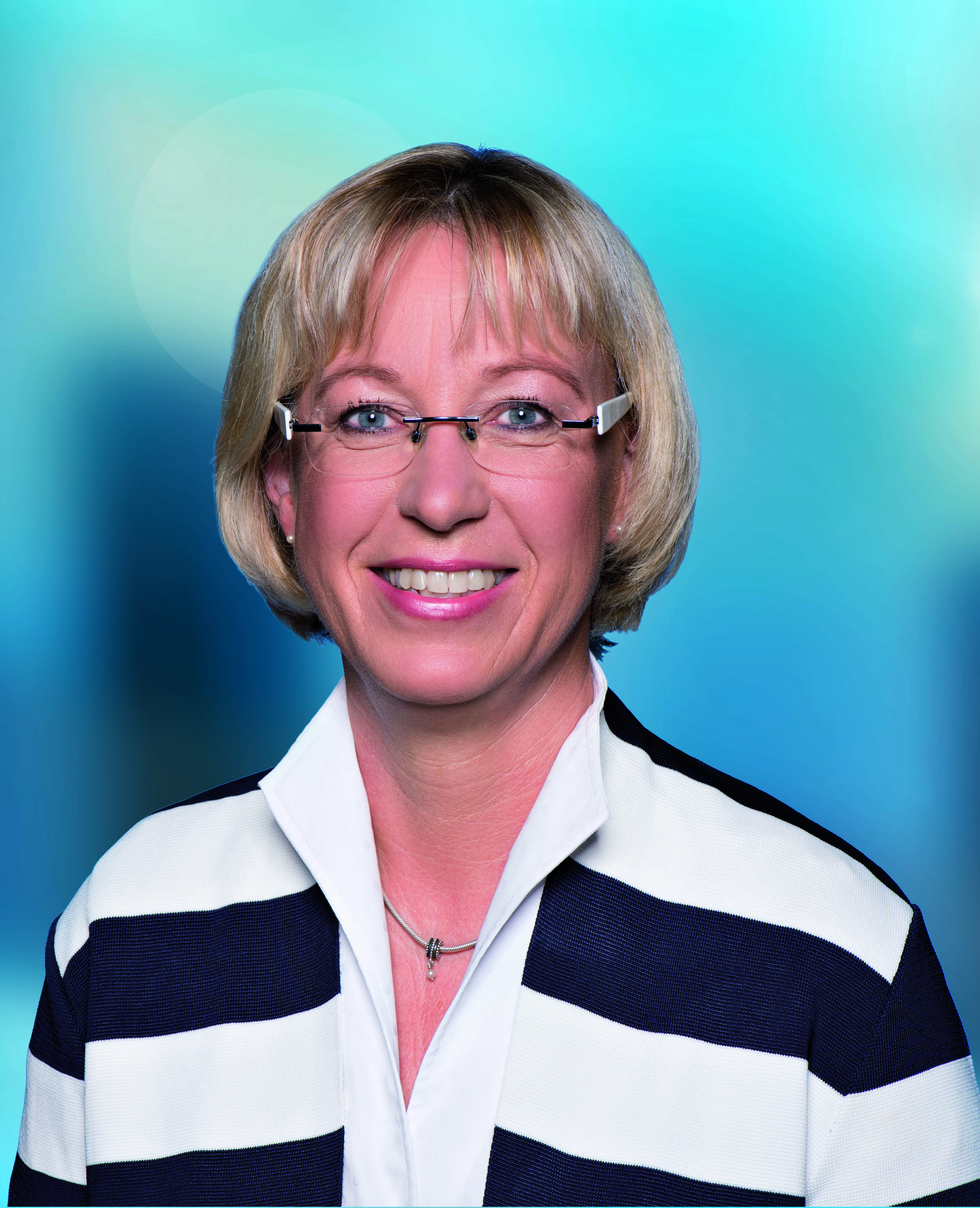
Petra Nicolaisen, 2018

Petra Nicolaisen (* 12. Dezember 1965 in Schleswig) ist eine deutsche Politikerin (CDU). Sie war von 2009 bis 2017 Abgeordnete des Schleswig-Holsteinischen Landtages und von 2017 bis 2025 Mitglied des Deutschen Bundestages.

## Ausbildung und Beruf
Petra Nicolaisen machte nach ihrem Realschulabschluss von 1982 bis 1985 eine Ausbildung zur Industriekauffrau und absolvierte 1986 eine Ausbildung zur Führung eines Güternah- und Fernverkehrsunternehmens. Von 1985 bis 1987 war sie Angestellte der Finanzbuchhaltung in einem EU-Schlachthof und ist seit 1987 Angestellte in der Firma ihres Ehemannes, dem Viehhandelsunternehmen Jürgen-Peter Nicolaisen GmbH.
Petra Nicolaisen ist evangelisch-lutherisch, verheiratet und hat zwei Kinder.

## Politik
Nicolaisen trat 1982 der Jungen Union und 1993 der CDU bei. Von 1994 bis 2003 war sie für ihre Partei Gemeindevertreterin in Wanderup, von 2003 bis 2013 Bürgermeisterin der Gemeinde Wanderup sowie von 2008 bis 2013 2. stellvertretende Amtsvorsteherin des Amtes Eggebek im Kreis Schleswig-Flensburg. Von Dezember 2007 bis 2009 gehörte Nicolaisen dem Kreistag von Schleswig-Flensburg an, wo sie ab 2008 stellvertretende Fraktionsvorsitzende der Kreistagsfraktion war. Seit 2011 ist sie stellvertretende CDU-Kreisvorsitzende. Ferner ist Petra Nicolaisen stellvertretende Landesvorsitzende der Frauen-Union und Beisitzerin im KPV-Landesvorstand.

## Abgeordnete
Zur 17. Wahlperiode wurde sie 2009 erstmals in den Schleswig-Holsteinischen Landtag gewählt und war dort Mitglied im Innen- und Rechtsausschuss sowie im Umwelt- und Agrar- und dem Petitionsausschuss. Außerdem war sie Mitglied in der Enquetekommission „Chancen einer verstärkten norddeutschen Kooperation“ und stellvertretendes Mitglied im Datenschutzgremium und dem Richterwahlausschuss. Von 2010 bis 2012 war Nicolaisen Mitglied im Beirat Niederdeutsch, der gegründet wurde, um „die Beziehung Plattdeutsch – Politik zu institutionalisieren und sich gemeinsam für Erhalt und Pflege des Niederdeutschen zu engagieren.“
Bei der Landtagswahl in Schleswig-Holstein 2012 zog sie erneut als Direktkandidatin in den Landtag ein, setzte dort ihre Arbeit im Innen- und Rechtsausschuss fort und wirkte zudem als Mitglied im Ausschuss zur Vorbereitung der Wahl der Mitglieder des Landesverfassungsgerichtes und stellvertretendes Mitglied im Finanzausschuss. Ihr Amt als stellvertretendes Mitglied im Richterwahlausschuss führte sie in der 18. Wahlperiode fort.
Bei der Landtagswahl 2017 zog sie mit 39,7 Prozent der Erststimmen als direkt gewählte Abgeordnete des Wahlkreises Flensburg-Land für die 19. Wahlperiode erneut in den Landtag ein. Sie wurde wiederum Mitglied im Innen- und Rechtsausschuss, sowie im Sozialausschuss. Darüber hinaus wirkte sie als Vorsitzende des CDU-Fraktionsarbeitskreises Innen und Recht und als Mitglied im CDU-Fraktionsvorstand.
Nach dem Wechsel der Bundestagsabgeordneten Sabine Sütterlin-Waack als Ministerin nach Schleswig-Holstein entschied sich Petra Nicolaisen zur Kandidatur für den 19. Deutschen Bundestag und wurde am 11. Juli 2017 mit 67,5 Prozent auf der CDU-Wahlkreismitgliederversammlung für den Bundestagswahlkreis Flensburg – Schleswig (Wahlkreis 1) nominiert
Bei der Bundestagswahl 2017 erzielte sie 40,0 Prozent der Erststimmen und zog direkt in den Deutschen Bundestag ein. Sie ist dort Mitglied im Ausschuss für Inneres und Heimat und unterstützt als Schriftführerin den Parlamentspräsidenten. Sie ist Mitglied der Ostseeparlamentarierkonferenz und stellvertretende Vorsitzende der Deutsch-Nordischen Parlamentariergruppe. Zudem gehört sie als stellvertretendes Mitglied dem Ausschuss für Wirtschaft und Energie, dem Ausschuss für Recht und Verbraucherschutz sowie dem Ausschuss für Bau, Wohnen, Stadtentwicklung und Kommunen an.
Bei der Bundestagswahl 2021 erreichte Nicolaisen 23,4 Prozent der Erststimmen und verlor ihr Direktmandat an Robert Habeck, der bei den Erststimmen 28,1 Prozent erzielte. Jedoch zog sie über die Landesliste Schleswig-Holstein wieder in den Bundestag ein. In der 20. Legislaturperiode ist sie ordentliches Mitglied im Ausschuss für Inneres und Heimat und im Ausschuss für Wohnen, Stadtentwicklung, Bauwesen und Kommunen, sowie Schriftführerin des Deutschen Bundestages. 
Bei der Bundestagswahl 2025 kandidierte Nicolaisen auf Platz 2 der CDU-Landesliste, gewann diesmal wieder den Wahlkreis Flensburg-Schleswig mit 26,5 Prozent der Erststimmen gegen Robert Habeck, der 22,6 Prozent der Erststimmen erhielt. Wegen ungenügender Zweitstimmendeckung nach der Wahlrechtsreform 2023 reichte das jedoch nicht für den Wiedereinzug in den Bundestag.

## Gesellschaftliches Engagement
Zehn Jahre war Petra Nicolaisen Vorsitzende des Wanderuper Wirtschaftsvereins und dessen Mitbegründerin. Seit 2012 ist sie Vorstandsmitglied der Hermann Ehlers Stiftung e.V. und Vorstandsmitglied der schleswig-holsteinischen Akademie für Ländliche Räume. Seit Juni 2016 ist sie darüber hinaus Aufsichtsratsmitglied im Diakonissenkrankenhaus Flensburg.
Seit Oktober 2022 ist sie zudem eine von zwei stellvertretenden Vorsitzenden der THW-Landesvereinigung Schleswig-Holstein des Technischen Hilfswerks (THW).